# Josh Howatson
Josh Howatson est un joueur canadien de volley-ball né le 7 octobre 1984 à Victoria (Colombie-Britannique). Il mesure 2,01 m et joue au poste de passeur. Il totalise 65 sélections en équipe du Canada.

## Clubs
| Club                     | De        | À         |
| ------------------------ | --------- | --------- |
| Trinity Western Spartans | 2006-2007 | 2006-2007 |
| C.V Zaragoza             | 2007-2008 | 2007-2008 |
| Unicaja Almería          | 2008-2009 | 2009-2010 |
| Maliye Milli Piyango     | 2010-2011 | 2010-2011 |
| Paris Volley             | 2011-2012 | 2012-2013 |

## Palmarès
- Université
  - Champion universitaire du Canada 2006
  - Médaille de bronze championnat universitaire du Canada 2007

- Club
  - Championnat d'Espagne : 2009 Finaliste
  - Coupe d'Espagne : Vainqueur en 2009 et 2010
  - Coupe de la CEV : 2009 1/2 finaliste

- Sélection
  - Coupe panaméricaine : 2011 3e
  - Universiades : 2007 Finaliste

## Distinctions individuelles
- Athlète universitaire de l'année au Canada en 2007
- Joueur de volley universitaire de l'année au Canada en 2007
- MVP de la Coupe d'Espagne en  2010
- Meilleur passeur de la Coupe d'Espagne en 2009